# CONMEBOL
CONMEBOL eller CSF (CONfederación sudaMEricana de FútBOL; på dansk: Den Sydamerikanske Fodboldkonføderation) er det sydamerikanske fodboldforbund, svarende til UEFA i Europa, og er dermed en af FIFA's seks konføderiationer (se kort).
CONMEBOL blev grundlagt 9. juli 1916 takket være uruguayaneren Héctor Rivadavia Gómez, der arbejdede på en projekt om at forene de sydamerikanske fodboldbevægelser. Argentina, Uruguay, Brasilien og Chile var nationerne der grundlagde organisationen efter en sydamerikansk fodboldturnering i Buenos Aires. Senere blev Paraguay (1921), Peru (1925), Bolivia (1926), Ecuador (1927), Colombia (1936) og Venezuela (1952) også medlemmer af CONMEBOL. I dag er CONMEBOL en del af FIFA og det står for al professionel fodbold i medlemslandene. Hovedkvarteret ligger i Luque i Paraguay (nær Asunción); og den nuværende formand (indtil 2006) for bestyrelsen er Dr. Nicolás Leoz.
På trods af den geografiske placering i Sydamerika er Guyana, Surinam og Fransk Guyana ikke medlemmer af CONMEBOL – de landes nationale forbund er medlem af CONCACAF.
Blandt CONMEBOL's turneringer kan nævnes klubturneringerne Copa Libertadores de América (svarende til UEFA Champions League) og Copa Sudamericana (svarende til UEFA Cup), og landsholdsturneringen Copa América for mænd.

## Turneringer
Turneringer der arranges af CONMEBOL
- Copa América (siden 1916) – landshold
- Copa Libertadores de América (siden 1960) – klubhold
- Copa Sudamericana (siden 2002) – klubhold
- Recopa Sudamericana (siden 1989)
- Copa Mercosur (1998-2001)
- Copa Merconorte (1998-2001)
- Copa CONMEBOL (1992-1999)
- Supercopa Sudamericana (1988-1997)

## CONMEBOL-hold ved VM
Liste over CONMEBOL-hold, der har deltaget i VM i fodbold:
- 1930 – Argentina, Bolivia, Brasilien, Chile, Paraguay, Peru, Uruguay
- 1934 – Argentina, Brasilien
- 1938 – Brasilien
- 1950 – Bolivia, Brazil, Chile, Paraguay, Uruguay
- 1954 – Brasilien, Uruguay
- 1958 – Argentina, Brasilien, Paraguay
- 1962 – Argentina, Brasilien, Chile, Colombia, Uruguay
- 1966 – Argentina, Brasilien, Chile, Uruguay
- 1970 – Brasilien, Peru, Uruguay
- 1974 – Argentina, Brasilien, Chile, Uruguay
- 1978 – Argentina, Brasilien, Peru
- 1982 – Argentina, Brasilien, Chile, Peru
- 1986 – Argentina, Brasilien, Paraguay, Uruguay
- 1990 – Argentina, Brasilien, Colombia, Uruguay
- 1994 – Argentina, Bolivia, Brasilien, Colombia
- 1998 – Argentina, Brasilien, Chile, Colombia, Paraguay
- 2002 – Argentina, Brasilien, Ecuador, Paraguay, Uruguay
- 2006 – Argentina, Brasilien, Ecuador, Paraguay

Antal VM-deltagelser i alt
- 18 – Brasilien
- 14 – Argentina
- 10 – Uruguay
- 7 – Chile, Paraguay
- 4 – Colombia, Peru
- 3 – Bolivia
- 2 – Ecuador
- 0 – Venezuela

## CONMEBOL's formænd
- Héctor Rivadavia Gómez (Uruguay) 1916-1936
- Luis O. Salesi (Argentina) 1936-1939
- Luis A. Valenzuela (Chile) 1939-1955
- Carlos Dittborn Pinto (Chile) 1955-1957
- José Ramos de Freitas (Brasilien) 1957-1959
- Fermín Sorhueta (Uruguay) 1959-1961
- Raúl H. Colombo (Argentina) 1961-1966
- Teófilo Salinas Fuller (Peru) 1966-1986
- Nicolás Leoz (Paraguay) 1986-